# Turnverein Bühl Volleyball 2015-2016
Questa voce raccoglie le informazioni riguardanti il Turnverein Bühl Volleyball nelle competizioni ufficiali della stagione 2015-2016.

## Organigramma societario
Area direttiva
- Presidente: Hubert Schnurr

Area tecnica
- Allenatore: Ruben Wolochin
- Allenatore in seconda: Santiago García
- Scout man: Jannis Oser

Area sanitaria
- Medico: Oliver Mohr
- Fisioterapista: Waldemar Koch, Tobias Martin, Tino Westhaus

## Rosa
| N° | Nome               | Ruolo | Data di nascita   | Nazionalità sportiva |
| -- | ------------------ | ----- | ----------------- | -------------------- |
| 1  | Graham McIlvaine   | P     | 2 agosto 1992     | Stati Uniti          |
| 4  | Daniel Tublin      | S     | 10 maggio 1992    | Stati Uniti          |
| 5  | David Sossenheimer | S     | 21 giugno 1996    | Germania             |
| 7  | Magloire Mayaula   | C     | 6 giugno 1993     | RD del Congo         |
| 8  | Péter Nagy         | S/O   | 15 maggio 1984    | Ungheria             |
| 9  | Kristen Cléro      | P     | 24 settembre 1990 | Germania             |
| 10 | Jens Sandmeier     | S     | 26 agosto 1995    | Germania             |
| 11 | Dávid Molnár       | L     | 22 novembre 1984  | Ungheria             |
| 12 | Nehemiah Mote      | C     | 21 giugno 1993    | Australia            |
| 13 | Robert Schramm     | C     | 16 dicembre 1989  | Germania             |
| 14 | Peter Russell      | S     | 22 febbraio 1992  | Stati Uniti          |
| 17 | Paul Buchegger     | S/O   | 4 marzo 1996      | Austria              |